# مبرهنة إيردوس-كاك
في نظرية الأعداد، مبرهنة إيردوس-كاك (بالإنجليزية: Erdős–Kac theorem)‏ سميت هكذا نسبة إلى بول إيردوس ومارك كاك. تعرف أيضا باسم المبرهنة الأساسية في نظرية الأعداد الاحتمالية. تنص هاته المبرهنة على أنه إذا كان (w(n هو عدد العوامل الأولية ل n، المختلفة عن بعضها البعض، فإن توزيع احتمال
{\displaystyle {\frac {\omega (n)-\log \log n}{\sqrt {\log \log n}}}}
هو توزيع احتمالي طبيعي.

## وصلات خارجية
- Timothy Gowers: The Importance of Mathematics (part 6, 4 mins in) and (part 7) على يوتيوب